# Épico de Miami
O Épico de Miami foi o playoff divisional AFC da National Football League entre o San Diego Chargers e o Miami Dolphins que ocorreu em 2 de janeiro de 1982 no Miami Orange Bowl. O jogo, vencido pelos Chargers na prorrogação, 41–38, é um dos mais famosos na tradição da National Football League por causa da enormidade da pontuação (79 pontos combinados), das condições em campo, das performances dos jogadores de ambos os times e dos inúmeros recordes que foram estabelecidos.
Muitos ex-jogadores, treinadores e escritores afirmam que é um dos maiores jogos da história da NFL. Também foi chamado no Miami Herald de "Milagre que Morreu", enquanto a Sports Illustrated o apelidou de "Jogo que Ninguém Deveria Ter Perdido". O jogo foi ao ar na NBC com Don Criqui e John Brodie narrando a ação e Bryant Gumbel servindo como âncora, uma de suas últimas atribuições para a NBC Sports quando ele começou a coapresentar o Today dois dias após o jogo. A NFL 100 Greatest Games classificou este como o 4.º maior jogo.

## Registros e performances individuais

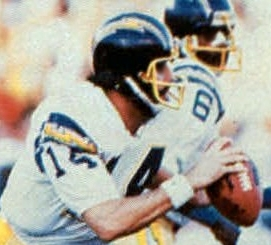
Dan Fouts ajudou San Diego a superar Miami ao estabelecer vários recordes de passes na pós-temporada durante o jogo

O jogo apresentou muitos novos recordes de jogadores de ambos os times. Quando terminou, Miami e San Diego haviam estabelecido recordes de playoff para o maior número de pontos marcados por ambos os times (79), mais jardas totais por ambos os times (1.036) e mais jardas de passe por ambos os times (809).
Strock teve o melhor desempenho em um único jogo de sua carreira, completando 29 de 43 passes para 403 jardas e quatro touchdowns, um recorde que ainda permanece para um quarterback saindo do banco. Harris pegou seis passes para 106 jardas. Nathan correu para 48 jardas, pegou nove passes para 114 jardas e marcou dois touchdowns. Hardy pegou cinco passes para 89 jardas e um touchdown.
Fouts terminou o jogo completando 33 de 53 tentativas de passe para um recorde de playoff da franquia de 433 jardas e três touchdowns. Suas tentativas, conclusões e jardas de passe foram todos recordes da pós-temporada da NFL. Joiner pegou sete passes para 108 jardas. Muncie correu para 124 jardas e um touchdown. Além de seu touchdown de retorno de punt de 56 jardas, Chandler pegou seis passes para 106 jardas. Brooks registrou 143 jardas multiuso (19 corridas, 31 recebidas, 85 retornos de kickoff, oito retornos de punt) e um par de recepções de touchdown.
Mas talvez a melhor performance do jogo tenha sido feita por Kellen Winslow. Além de seu field goal bloqueado, ele registrou um recorde de playoff da NFL de 13 recepções para 166 jardas e um touchdown, apesar de sofrer inúmeras lesões. Durante a disputa, ele foi tratado de um nervo comprimido no ombro, desidratação, cãibras severas e um corte no lábio inferior que exigiu três pontos. Uma foto de um Winslow exausto sendo ajudado a sair do campo por dois companheiros de equipe após o jogo é uma imagem duradoura na tradição da NFL e tem sido repetida constantemente desde então.